# William Bolcom
William Elden Bolcom (Seattle, 26 de maio de 1938) é um pianista e compositor norte-americano. É um pianista e compositor norte-americano, cujas composições abrangem muitos idiomas a partir de canções de cabaré populares para dezenas de clássicos mais tradicionais.

## Biografia
Bolcom estudou inicialmente na Universidade de Washington. Posteriormente, aperfeiçoou-se na Universidade de Stanford e no Conservatório de Paris, onde recebeu o Premio de Composição 2éme PRIX de Composition.  Ele ensinou e foi compositor residente em várias escolas até finalmente se tornar professor de composição da Universidade de Michigan – em 1973 e se aposentou em 2008.
Seus "12 Novos Estudos para Piano" receberam o Prémio Pulitzer de Música em 1988 e sua definição dos Cânticos de William Blake Canções da Inocência e da Experiência (Songs of Innocence and Songs of Experience on the Naxos label)  ganhou os quatro prêmios Grammy.
Em fevereiro de 2008 sua Oitava Sinfonia foi estreada pela Orquestra Sinfônica de Boston no Tanglewood Festival Chorus, conduzida por James Levine em Boston, MA e Carnegie Hall / New York. No mesmo mês, os Guarneri and Johannes Quartetos de Cordas estrearam o Octeto de Bolcom: Double Quartet.
Trabalhou 25 anos na sua Definição dos Cânticos de William Blake – Canções da Inocência e da Experiência. A estreia da Ópera Stuttgart em 1984 foi seguida por apresentações no Grant Park de Chicago, Ann Arbor, Academia de Música do Brooklyn, St. Louis, entre muitos outros, incluindo o Royal Festival Hall de Londres que foi realizado pela Orquestra Sinfonica da BBC sob a direção de Leonard Slatkin e transmitido ao vivo pela BBC Radio 3. Houve uma performance em Abril de 2004 com a Escola da Universidade de Michigan de música e orquestra, coros reunidos e solistas profissionais que foi gravado pela Naxos e ganhou quatro prêmios Grammy´s em 2006: - Melhor Performance de Coral, - Melhor Composição Clássica Contemporânea, - Melhor Álbum de Música Clássica e – Produtor do ano, Clássico.
Na primavera de 2007 o Songs of Innocence ando f Experience, com animadas projeções de “iluminações” de Blake por Wendall Harrington e vídeo ao vivo foi encenado em Minneapolis por VocalEssence e uma série de contribuições artísticas como o destaque do Illuminating Bolcom, um festival de duas semanas e meia sobre a criatividade do compositor gênio.

## Obra
É autor de quatro sonatas para violino, oito sinfonias, três óperas (McTeague, A View from the Bridge e um casamento), além de várias óperas de teatro musical; onze quartetos de cordas, duas trilhas de filmes (Hester Street e Illuminata); incidentais música para peças de teatro, incluindo Broken Glass de Arthur Miller; fanfarras e peças ocasionais, e um extenso catálogo de câmara e obras vocais.